# لويس سالوم
لويس سالوم (بالإسبانية: Luis Salom)‏ (مواليد 7 أغسطس 1991 في ميورقة - 3 يونيو 2016)، هو متسابق دراجات نارية إسباني. نافس في سباقات بطولة العالم لفئة 125 سي سي. توفي بسبب سقوطه عن دراجته في جائزة كتالونيا الكبرى للدراجات النارية في 3 يونيو 2016، أجريت له عملية مستعجلة في برشلونة لكنه توفي خلالها.

## سباقات فاز بها
- جائزة إنديانابوليس الكبرى للدراجات النارية 2012

## روابط خارجية
- لويس سالوم على موقع MotoGP.com (الإنجليزية)
- لويس سالوم على موقع AS.com (الإسبانية)